# 尊室裕
尊室裕（越南语：／；1757年前—1783年），廣南阮主宗室，阮朝官員、將領。
尊室裕是該隊尊室勝之子、諒江郡公尊室會的兄長，景興三十五年（1774年）隨定王阮福淳南逃，任掌前軍。阮王辛丑二年（景興四十二年、1781年），他鎮守平順，加掌中軍節制，又調撥諸道步兵；當時阮福映倡議討伐西山朝，以尊室裕到芽莊雲峯與朱文接在嘉定會合，惟因東山軍兵變未成，他撤回平順。
次年（1782年）阮福映敗逃富國島，他得知後率領左支陳春澤、義道陳公璋、參贊胡公超等人援救，但遇上西山軍。尊室裕在參良橋殺死西山軍將領彥，而胡公超則被敵軍大砲打死；適逢朱文接領兵趕到，終於收復嘉定。阮福映回柴棍後論功行賞，授尊室裕欽差、外右掌營、領大司農。癸卯年（景興四十四年、1783年），尊室裕在軍中病逝。
嘉隆初年，阮福映贈封“右軍掌府事、裕郡公”，諡忠肅；列祀顯忠廟、中興功臣廟。